# Paolo Polidori
Paolo Polidori (4 de janeiro de 1778 - 23 de abril de 1847) foi um cardeal italiano da Igreja Católica .

## Biografia
Paolo Polidori nasceu em Iesi , Marche ; onde estudou no seminário de Perugia.
Foi ordenado sacerdote em 1800 e tornou -se vigário geral de Viterbo e depois da diocese suburbicária de Ostia . Durante a ocupação francesa de Roma, foi preso e exilado da cidade até 1814. Continuou sua carreira na Cúria Romana como Secretário da Congregação do Conselho . Ele foi nomeado secretário dos conclaves papais de 1829 e 1830-1831
Polidori foi feito cardeal sacerdote de Sant'Eusebio no consistório de 23 de junho de 1834 pelo Papa Gregório XVI . Foi nomeado Prefeito da Congregação da Disciplina Regular em 21 de novembro de 1834. Optou pelo título de Santa Prassede em 12 de julho de 1841 após a supressão do título de Sant'Eusebio em 1839. Foi então nomeado Prefeito da Congregação da Conselho em 15 de setembro de 1841 e ocupou esse cargo até sua morte.
Polidori foi nomeado arcebispo titular de Tarso em 22 de janeiro de 1844 e recebeu sua consagração episcopal em 11 de fevereiro. Participou do conclave papal de 1846 .
Polidori morreu em 23 de abril de 1847 em Roma e foi sepultado na igreja de Sant'Ignazio de acordo com seu testamento.

## Link externo
- The Cardinals of the Holy Roman Church - Biographical Dictionary
- Catholic Hierarchy data for this cardinal [self-published]